# Evil Dead Rise
Evil Dead Rise é um filme de terror sobrenatural norte-americano de 2023, escrito e dirigido por Lee Cronin. É o quinto filme da franquia Evil Dead. O filme é estrelado por Lily Sullivan e Alyssa Sutherland, como duas irmãs distantes tentando sobreviver e salvar sua família dos deadites (espécies de espíritos demoníacos parasitas mortos-vivos que se alimentam das almas de criaturas vivas e possuem seus corpos). Morgan Davies, Gabrielle Echols e Nell Fisher (em sua estreia no cinema) aparecem em papéis coadjuvantes.
O desenvolvimento do filme foi precedido por planos descartados para sequências diretas de Evil Dead (2013) e Army of Darkness (1992), e uma quarta temporada de Ash vs Evil Dead (2015–2018). Em outubro de 2019, Sam Raimi anunciou que um novo filme estava em desenvolvimento, com produção de Rob Tapert, produção executiva de Raimi e Bruce Campbell e Cronin escrevendo e dirigindo o projeto. A New Line Cinema (distribuidora do primeiro filme) foi anunciada como produtora envolvida. A filmagem ocorreu na Nova Zelândia de junho a outubro de 2021. O filme foi originalmente programado para estrear no serviço de streaming HBO Max, mas a distribuidora Warner Bros. Pictures acabou optando por lançar o filme nos cinemas primeiro, após exibições de teste positivas.
Evil Dead Rise teve sua estreia no South by Southwest (SXSW) em 15 de março de 2023, e foi lançado nos Estados Unidos em 21 de abril, pela Warner Bros. Pictures. Em geral, o filme recebeu críticas positivas dos críticos e arrecadou mais de US$ 146 milhões em todo o mundo, contra um orçamento de produção de US$ 15-19 milhões.

## Enredo
As amigas Teresa e Jessica, e o novo namorado de Jessica, Caleb, estão de férias em uma cabana à beira do lago quando Jessica, visivelmente doente, escalpela Teresa e decapita Caleb antes de levitar sobre o lago.
Um dia antes, chateada ao saber que está grávida, a técnica de guitarra Beth visita sua irmã Ellie, uma tatuadora e mãe solteira dos adolescentes Danny e Bridget, e da criança Kassie, em sua casa no Monde Apartments, um condenado complexo de apartamentos em Los Angeles. O prédio é abalado por um terremoto enquanto as crianças estão no estacionamento do porão, revelando uma câmara subterrânea escondida. Danny investiga a caverna, descobrindo artefatos religiosos, três discos fonográficos de 1923 e um estranho livro que leva para seu quarto, acreditando que poderia vendê-lo e usar o dinheiro para ajudar sua mãe Ellie. O primeiro dos três discos  detalha os esforços de um padre em pesquisar o livro, revelado ser um dos três volumes do Naturom Demonto, o Necronomicon. O registro subsequente revela que o padre continuou sua pesquisa em segredo e recita um encantamento que convoca entidades demoníacas conhecidas como deadites.

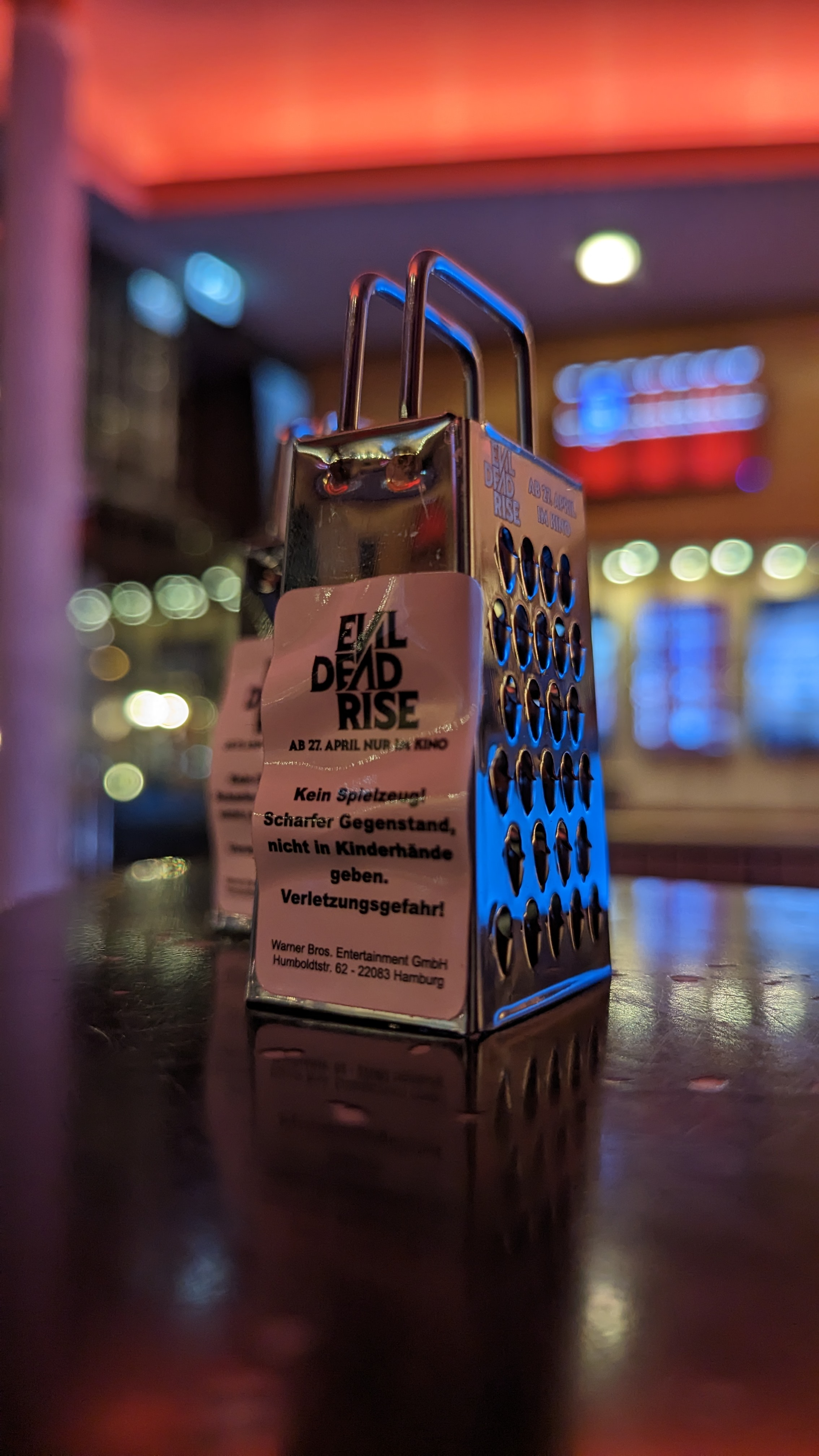
Pequeno ralador distribuído na estreia alemã de Evil Dead Rise, em alusão à cena em que um protagonista é ferido com um ralador de cozinha.

A energia do prédio falha e Ellie, isolada no elevador, é atacada e possuída por uma força invisível. Ela retorna ao apartamento em transe, ameaça sua família e morre após implorar a Beth para proteger seus filhos. Beth e os vizinhos de Ellie ajudam a colocá-la em seu quarto e procuram uma saída. Eles descobrem que a escada desabou, o elevador está danificado e eles não conseguem acessar a escada de incêndio. Nesse meio tempo, Ellie revive e ataca a família, ferindo Bridget. Beth e as crianças trancam Ellie do lado de fora do apartamento depois que ela persegue e massacra os vizinhos.
Danny confessa a sua tia Beth sobre ter encontrado e guardado o livro Naturom Demonto. Enquanto isso, Ellie engana a pequena Kassie para destrancar a porta e depois a ataca. Enquanto Danny e Beth estão distraídos resgatando Kassie e bloqueando Ellie, Bridget fica possuída em razão de seu ferimento. Bridget ataca Beth antes de atacar Danny e Kassie, que a golpeia na cabeça com um cabo de vassoura quebrado.
Beth ouve o terceiro disco para entender como exorcizar os deadites, mas descobre que o padre falhou e seus aliados foram todos possuídos, com apenas a destruição completa do hospedeiro parando os deadites. Bridget revive e esfaqueia mortalmente Danny, que coloca fogo em Bridget antes de morrer enquanto Ellie se infiltra no apartamento usando as aberturas de ventilação. Percebendo que Beth está grávida, Ellie tenta arrancar o feto dela, mas Beth e Kassie conseguem incapacitá-la com uma tesoura. Ellie falha em manipular emocionalmente Kassie, que aceita que sua mãe já se foi.
Danny e os corpos dos vizinhos estão possuídos, levando Beth e Kassie a se abrigarem no elevador danificado. Ellie, Bridget e Danny se fundem em uma criatura de vários membros conhecida como Marauder e sobem no elevador para atacar a dupla enquanto ele se enche de sangue. O peso faz com que o elevador despenque para o andar térreo, permitindo que Beth e Kassie fujam para o estacionamento. O Marauder captura Kassie e tenta decapitá-la com uma serra elétrica, mas Beth retorna e o distrai, e ela e Kassie destroem o corpo do Marauder forçando-o contra um triturador de madeira. A cabeça decapitada de Ellie provoca Beth, dizendo que ela será um fracasso como mãe, mas Beth a chuta para ser destroçada no triturador de madeira. Beth e Kassie escapam do prédio juntas.
Na manhã seguinte, Jessica, que aparece nas primeiras cenas do filme, vai ao estacionamento para sair de férias, onde é atacada por uma força invisível.

## Elenco
- Lily Sullivan como Beth[4]
- Alyssa Sutherland como Ellie[4]
- Morgan Davies como Danny[4]
- Gabrielle Echols como Bridget[4]
- Nell Fisher como Cassie[4]
- Richard Crouchley como Caleb[5]
- Mirabai Pease como Teresa[5]
- Anna-Maree Thomas como Jessica[5]
- Jayden Daniels como Gabriel[6]
- Billy Reynolds-McCarthy como Jake[6]
- Tai Wano como Scott[6]
- Mark Mitchinson como Sr. Fonda[7]

Bruce Campbell aparece em uma participação especial apenas com voz, ouvida em uma gravação em um dos discos fonográficos de 1923; Campbell dá voz a um personagem não identificado que avisa os padres sobre os perigos do ritual de ressurreição do demônio, gritando: "É chamado de 'o Livro dos Mortos' por uma razão!", depois de pedir ao padre que pare. O roteirista e diretor Cronin afirmou que fez Campbell dar voz a esse papel intencionalmente, afirmando que o considera um Ash Williams deslocado no tempo.

## Futuro
Em abril de 2023, Bruce Campbell afirmou que ele, Sam e Ivan Raimi estavam planejando uma possibilidade para futuros filmes da franquia "a cada dois ou três anos" se Evil Dead Rise fosse um sucesso.
O diretor Cronin também discutiu suas ideias para futuras sequências da série que se passa após Evil Dead Rise.